# عبد الله بهاء الدين الآلوسي
عبد الله بهاء الدين بن محمود شهاب الدين الآلوسي مفتي بغداد، وهو من علماء بغداد وكان خطاطاً بارزاً أخذ إجازة الخط من والده وتخصص بخط النسخ الرفيع ومن آثاره الخطية (الطراز المذهب في شرح قصيدة الباز الأشهب) وهي من مخطوطات المكتبة القادرية.
والشيخ عبد الله هو من أحفاد شهاب الدين أبو الثناء الآلوسي الكبير، حيث عرفت هذه الأسرة الآلوسية بما أنجبته من العلماء والفضلاء والأدباء ويرجع نسبها إلى سبط النبي محمد فهي عائلة علوية النسب. ومن أولاده الشيخ محمود شكري الآلوسي والأديب عارف أفندي الآلوسي والقاضي مصطفى أفندي الآلوسي.

## وفاته
توفى عبد الله بهاء الدين في بغداد عام 1291 هـ/1874م.

## مؤلفاته
- كتاب المحكم والمرام في نقيب بغداد دار السلام.

## من أولاده
- محمد عارف حكمت الآلوسي.
- محمود شكري الآلوسي.
- مصطفى الآلوسي.